# Escola Superior de Polícia Civil
A Escola Superior de Polícia Civil, anteriormente conhecida como Academia de Polícia Civil do Distrito Federal, é o órgão brasileiro de formação e capacitação profissional policial, subordinada à Direção Geral da Polícia Civil do Distrito Federal (PCDF).
Dentre as suas atribuições planeja, orienta e coordena o processo seletivo de pessoal para as carreiras da Polícia Civil, que se realiza através dos concursos públicos.
Desde 2016 está sob coordenação conjunta da PCDF e da Universidade do Distrito Federal Jorge Amaury.

## Histórico
Em 1968 foi criada a "Escola de Polícia do Distrito Federal". Não dispondo de instalações próprias funcionava numa sala do Bloco 10, na Esplanada dos Ministérios e os seus primeiros cursos foram ministrados na Universidade de Brasília (UnB). Os cursos de formação e a organização dos concursos faziam-se com o apoio do Instituto de Desenvolvimento de Recursos Humanos (IDR).
A sua denominação foi mudada para "Escola de Polícia de Brasília" em 1972 e três anos após "Escola de Polícia" (ESPOL), com instalações próprias no 7º andar do Bloco "O", do Setor de Autarquias Sul, em Brasília. Em 1980 foi transferida para Taguatinga, passando a ocupar imóvel da Secretaria de Segurança Pública do Distrito Federal.
Em 2 de maio de 1984 recebeu a atual designação de "Academia de Polícia Civil do Distrito Federal" com a estrutura ampliada:
- Diretoria
- Conselho de Ensino;
- Assessoria;
- Divisão Técnica de Ensino: Seção de Pesquisa e Doutrina; Seção de Planejamento; Seção de Acompanhamento e Controle; Seção de Avaliação.
- Divisão de Apoio ao Ensino: Seção de Reprografia; Seção de Recursos Audivisuais; Biblioteca; Serviço de Adestramento Técnico; Serviço de Apoio Administrativo; Museus.

Em 16 de abril de 2016 a instituição coligou-se com a Universidade do Distrito Federal Jorge Amaury (ainda à época uma fundação universitária) para elevar-se a uma unidade acadêmica de ensino superior. O processo foi concluído em 6 de julho de 2018, quando passou a chamar-se "Escola Superior de Polícia Civil".

## Novas instalações
Em 5 de outubro de 2011 o Governo do Distrito Federal inaugurou no Riacho Fundo II uma nova sede para a Escola, num terreno de 90 mil metros quadrados para serem utilizados em cursos de formação e treinamento profissional dos policiais civis.
A nova unidade funcional dispunha, em sua inauguração, de 14 salas de aula, dois laboratórios de informática, sala de ginástica, biblioteca, museu de armas, museu de drogas e auditório para palestras com capacidade para 200 pessoas.
Além disso, estavam previstos cursos a serem oferecidos para a comunidade e a instalação de uma Delegacia-Escola, onde o público poderá registrar ocorrências policiais.